# كريس بارنارد
كريس بارنارد (بالإنجليزية: Chris Barnard)‏ هو لاعب كرة قدم ومدرب كرة قدم بريطاني في مركز الوسط، ولد في 1 أغسطس 1947 في كارديف في المملكة المتحدة. لعب مع تشارلتون أثلتيك.